# 胃鳞虫
胃鳞虫（学名：Gastrolepidia clavigera）为多鳞虫科胃鳞虫属的动物。分布于非洲东海岸、马达加斯加、斯里兰卡、澳大利亚、菲律宾以及中国南海等海域，属于热带广布种。其营寄生生活，外寄生于海参、水螅等动物的体表。